# الكساندر ميلينكويچ
الکساندر میلینکویچ (زاده ۲۵ ژوئیه ۱۹۴۷ در گرودنو) سیاستمدار اهل بلاروس است. او از سوی احزاب اصلی مخالف در بلاروس برای رقابت با الکساندر لوکاشنکو در انتخابات ریاست جمهوری ۲۰۰۶ بلاروس نامزد شد.
در ۱۲ دسامبر ۲۰۰۶، جایزه ساخاروف از طرف پارلمان اروپا به او اعطا شد.